# Lumes
Lumes ist eine französische Gemeinde mit 1.103 Einwohnern (Stand: 1. Januar 2022) im Département Ardennes in der Region Grand Est. Sie gehört zum Arrondissement Charleville-Mézières und ist Teil des Kantons Villers-Semeuse. Die Einwohner werden Lumichons genannt.

## Geographie
Lumes liegt etwa drei Kilometer südöstlich des Stadtzentrums von Charleville-Mézières an der Maas (frz. Meuse). Umgeben wird Lumes von den Nachbargemeinden Ville-sur-Lumes im Norden, Vivier-au-Court im Osten, Nouvion-sur-Meuse im Süden, Chalandry-Elaire im Südwesten, Les Ayvelles im Westen und Südwesten, Villers-Semeuse im Westen sowie Saint-Laurent im Nordwesten.

## Bevölkerungsentwicklung
| Jahr                      | 1962 | 1968 | 1975 | 1982 | 1990 | 1999 | 2006 | 2013 |
| ------------------------- | ---- | ---- | ---- | ---- | ---- | ---- | ---- | ---- |
| Einwohner                 | 966  | 951  | 963  | 1116 | 1251 | 1224 | 1144 | 1172 |
| Quelle: Cassini und INSEE |      |      |      |      |      |      |      |      |

## Verkehr
Durch die Gemeinde führen die Autoroute A34 und die Bahnstrecke Mohon–Thionville.

## Sehenswürdigkeiten
- Kirche Saint-Brice
- Reste der Burg Lumes aus dem 14. Jahrhundert, seit 1994 Monument historique

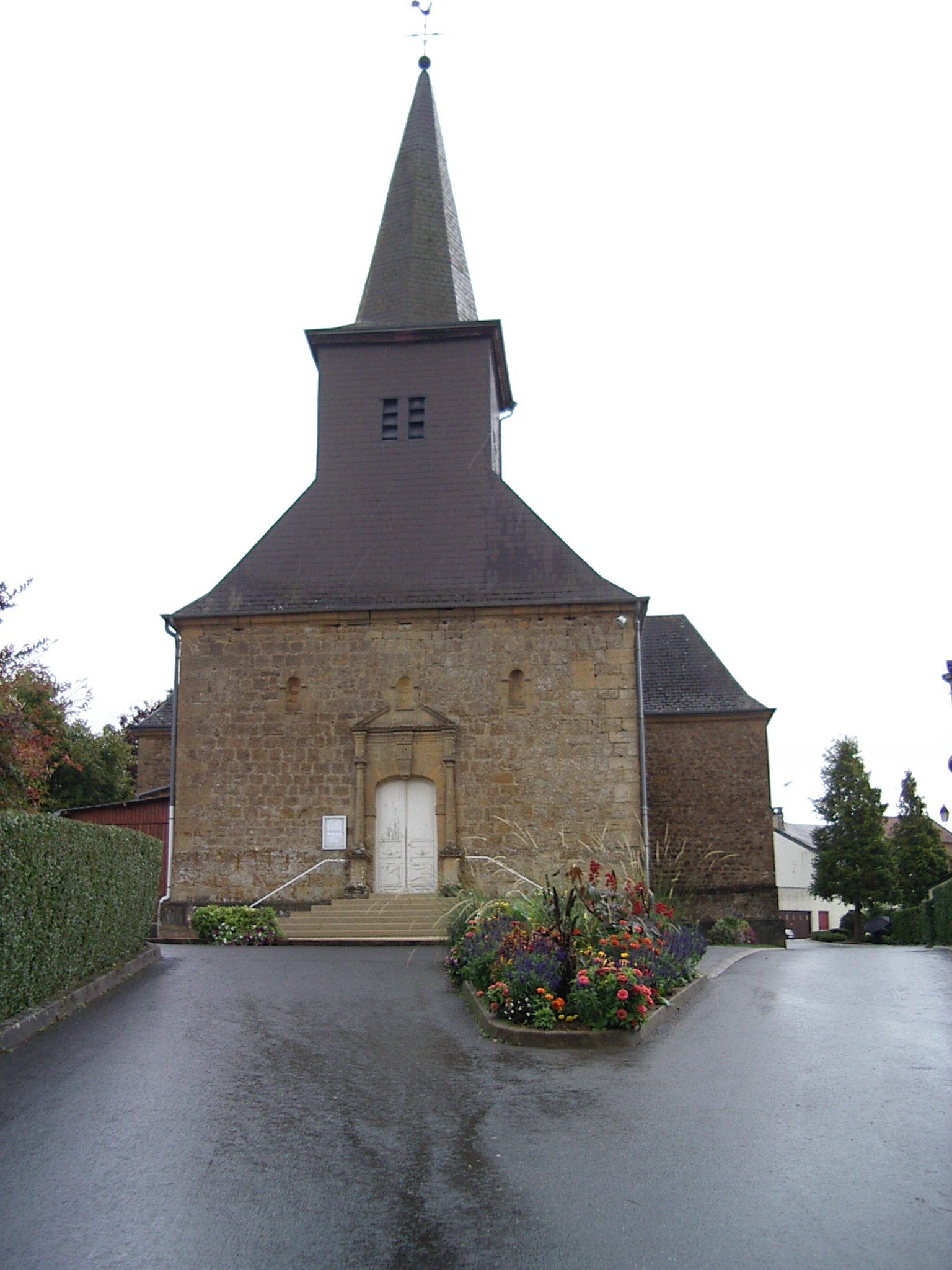
Kirche Saint-Brice
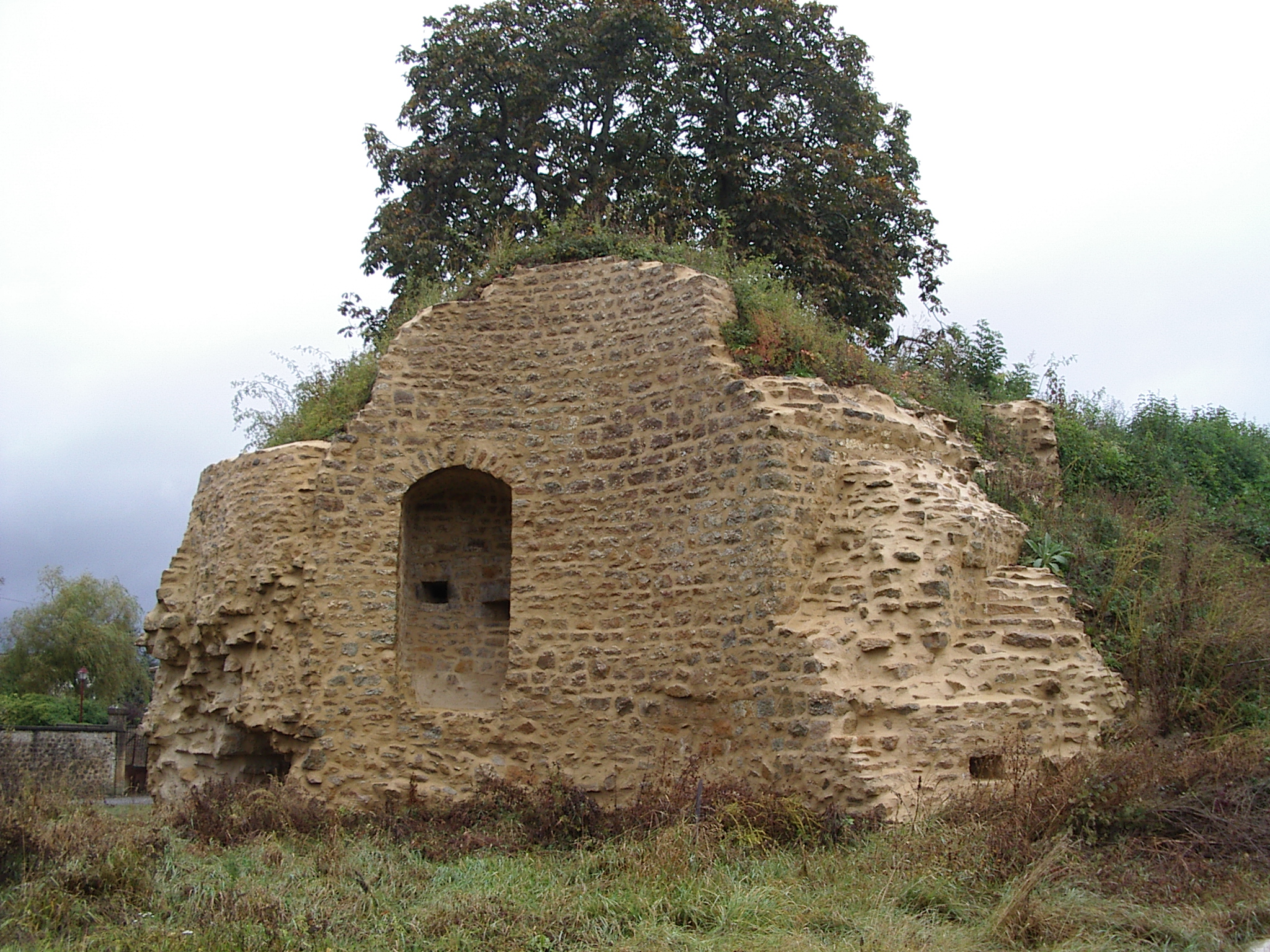
Burgruine von Lumes